# 島原鉄道キハ2500形気動車
島原鉄道キハ2500形気動車（しまばらてつどうキハ2500がたきどうしゃ）は、1994年（平成6年）に登場した島原鉄道の気動車（ディーゼル動車）である。
本記事では、2001年（平成13年）に登場した本形式の改良増備形式であるキハ2550形気動車と、キハ2500・キハ2550の改造により誕生したキハ2500A形気動車、キハ2550A形気動車についても記述する。

## 概要
1990年代に入り、老朽化が進んでいたキハ55形・キハ26形・キハ20形の置き換えを目的として、新潟鉄工所にて1994年に5両（2501 - 2505）、1997年（平成9年）に5両（2506 - 2510）、2000年（平成12年）に3両（2511 - 2513）の計13両が製造された。
新潟鐵工所の軽快気動車、NDCシリーズの第二世代にあたる車両で、基本的な車体構造や性能は九州旅客鉄道（JR九州）のキハ125形気動車に準じている。また、入線当初よりワンマン運転対応設備（JRキハ125と同仕様）を備えていた。
2001年（平成13年）には保安ブレーキを二重系統化した改良形式であるキハ2550形2両（2551・2552）が製造されている。2011年（平成23年）には2009年（平成21年）の踏切事故（後述）により運用を離脱した2512の代替として2553が増備されている。
2013年（平成25年）には、2512を除くキハ2500形全車と、キハ2550の2551・2552の自動ドレン分油器、及び除湿装置にヒーターが設置された。改造に伴い、車両番号の末尾にアルファベットのAが付記され、形式名もキハ2500A、キハ2550Aと改められた。

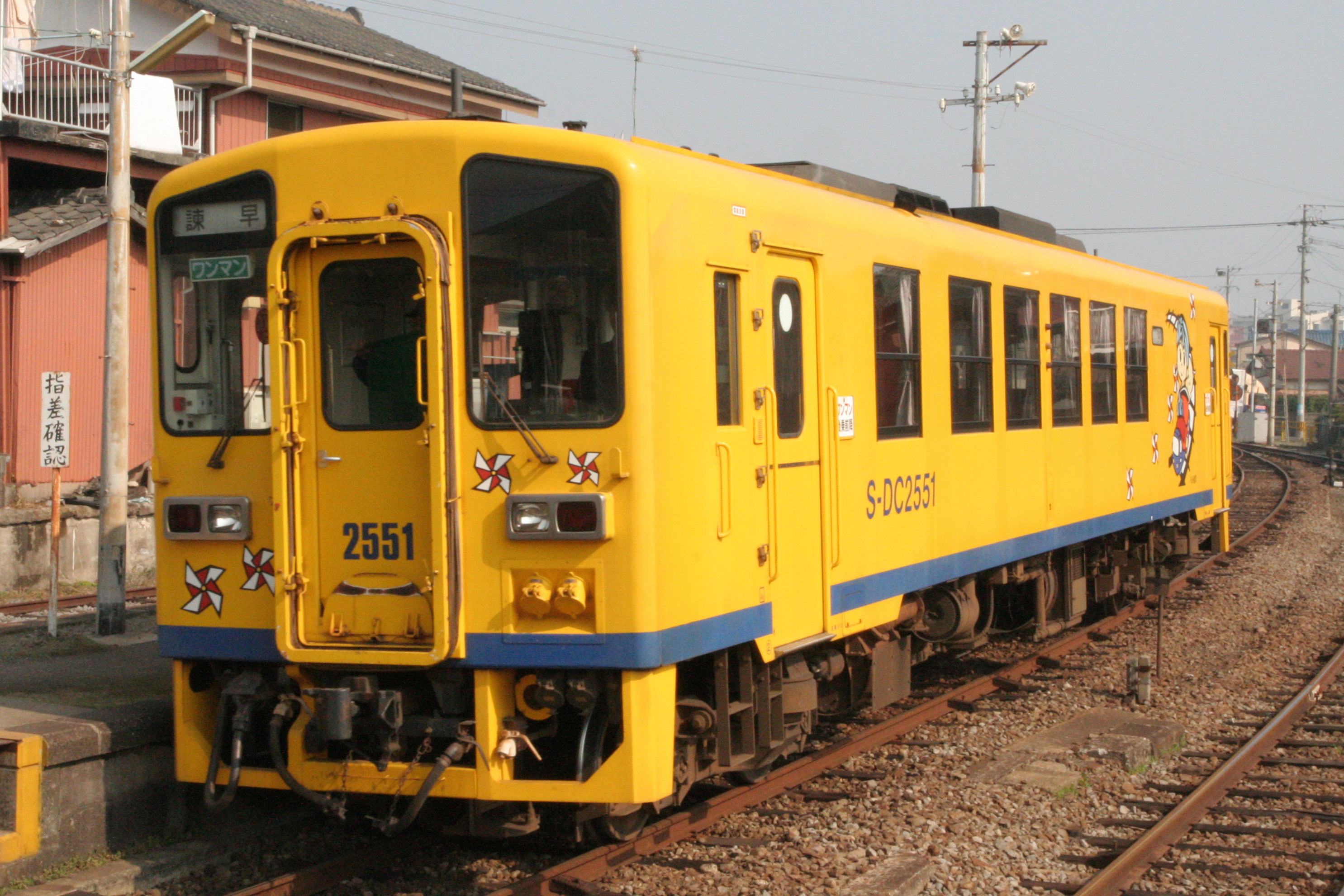
キハ2550形2551
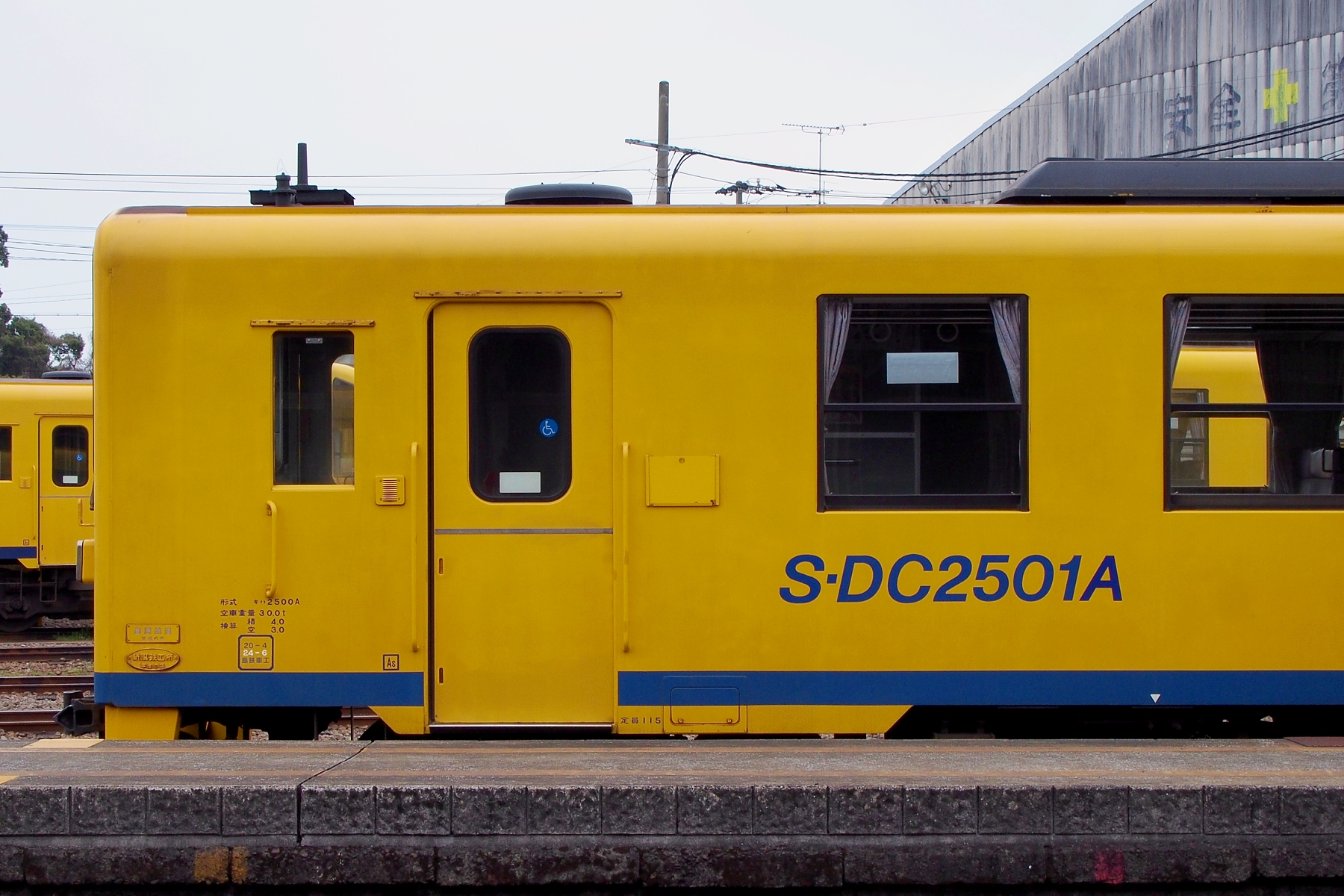
改番され車両番号末尾にAがつけられた2501A

## 車体
車体は新潟鉄工所の軽快気動車標準型18メートルタイプで全鋼製。基本的な仕様は1993年（平成5年）登場のJR九州キハ125形に準じているが、キハ125ではトイレが設置されなかった（後に設置改造）のに対し、本形式では諫早側の車端部にトイレが設置されている。
側面窓は2段式のユニット窓（上部固定、下部上昇）で、客室側に横引きのカーテンを備えている。
車体塗色は、島原半島の大地の実りと、安心・安全への願いが込められたイエローを基調に、アクセントとして裾部分をブルーの帯とした。また、車体の両側面には「島原の子守唄」にちなんだイラストが描かれている。
車内は床面・壁面をグレー基調、座席はパープル基調で、座席配置は中央部に2列＋2列、もしくは2列＋1列のボックスシート、車端部はロングシートを配置したセミクロスシートとなっている。なお、キハ2500形3次車（2511 - 2513）と、改良形式であるキハ2550形は座席配置の変更により定員数が減少した他、室内の排煙筒が赤く塗装されている。
冷房装置は機関直結式のAU26J形（31,000 kcal）を、暖房装置は温水温風ヒーター式のWH-55R-1（42,400 kcal）がそれぞれ搭載されている。
島原港方に貫通幌が設置されている。

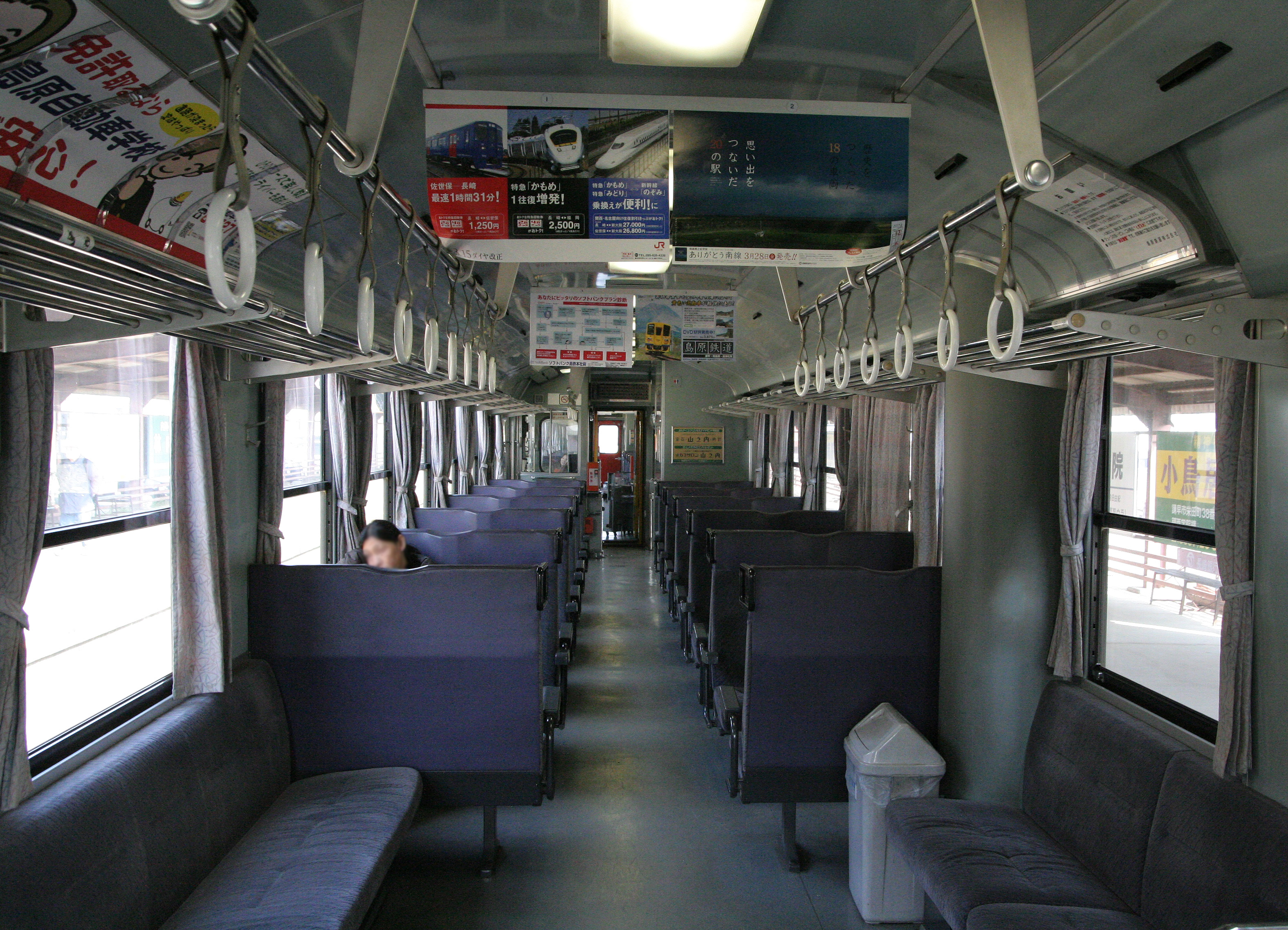
客室内（2次車）
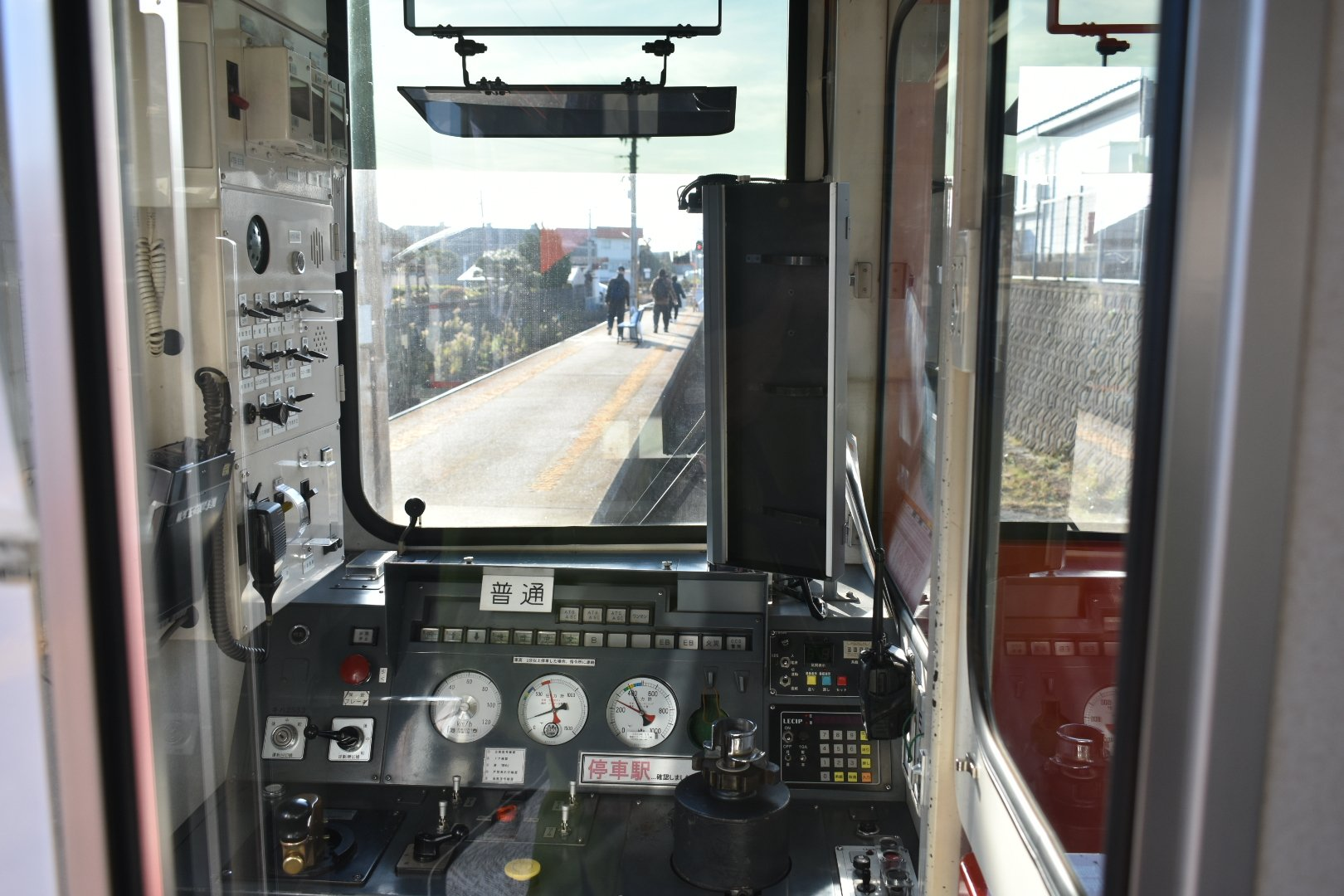
キハ2553 運転台
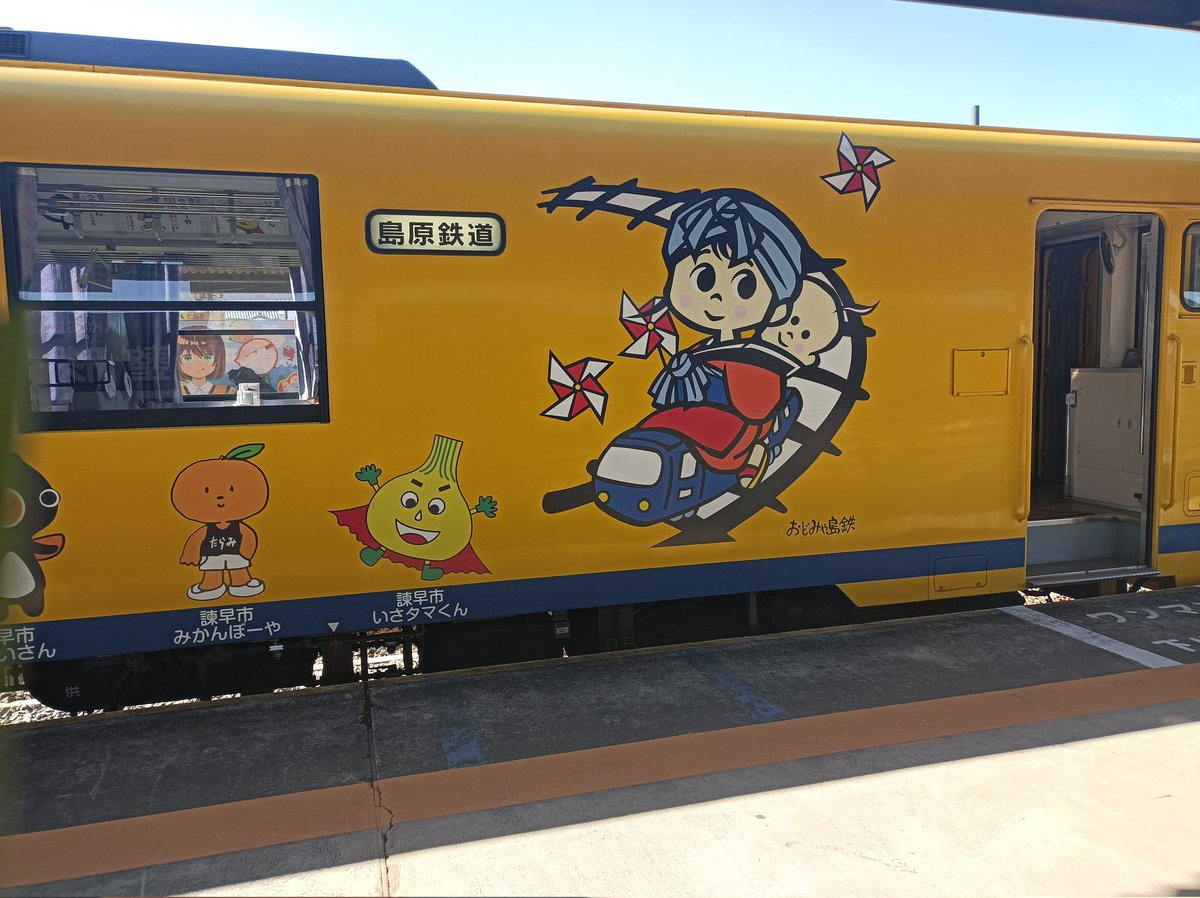
島原の子守唄にちなんだイラスト

## 車内設備
運賃箱はキハ2500A形とキハ2550A形・キハ2550形で異なる。
| 車両形式名  | 製作会社       | 機種名   |
| ----------- | -------------- | -------- |
| キハ2500A形 | （株）レシップ | MS-500   |
| キハ2550A形 | （株）レシップ | 機種不明 |
| キハ2550形  | （株）レシップ | 機種不明 |

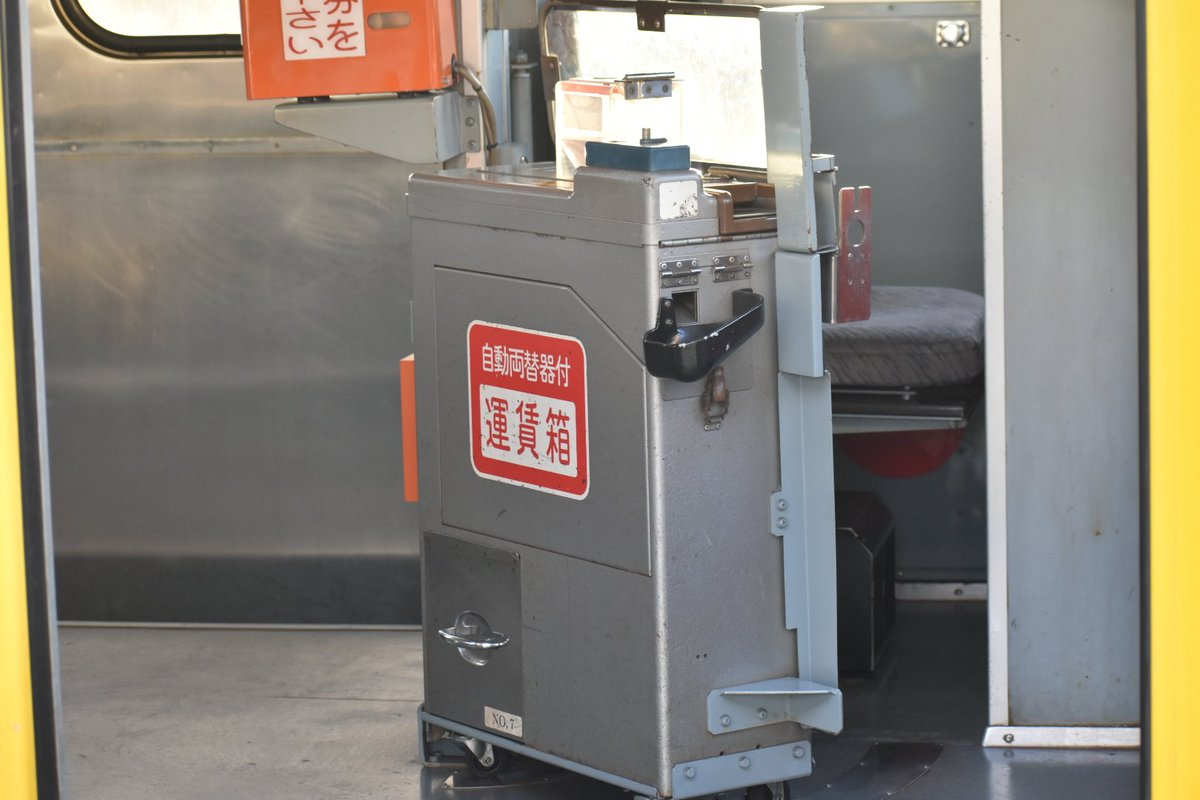
レシップ製運賃箱MS-500
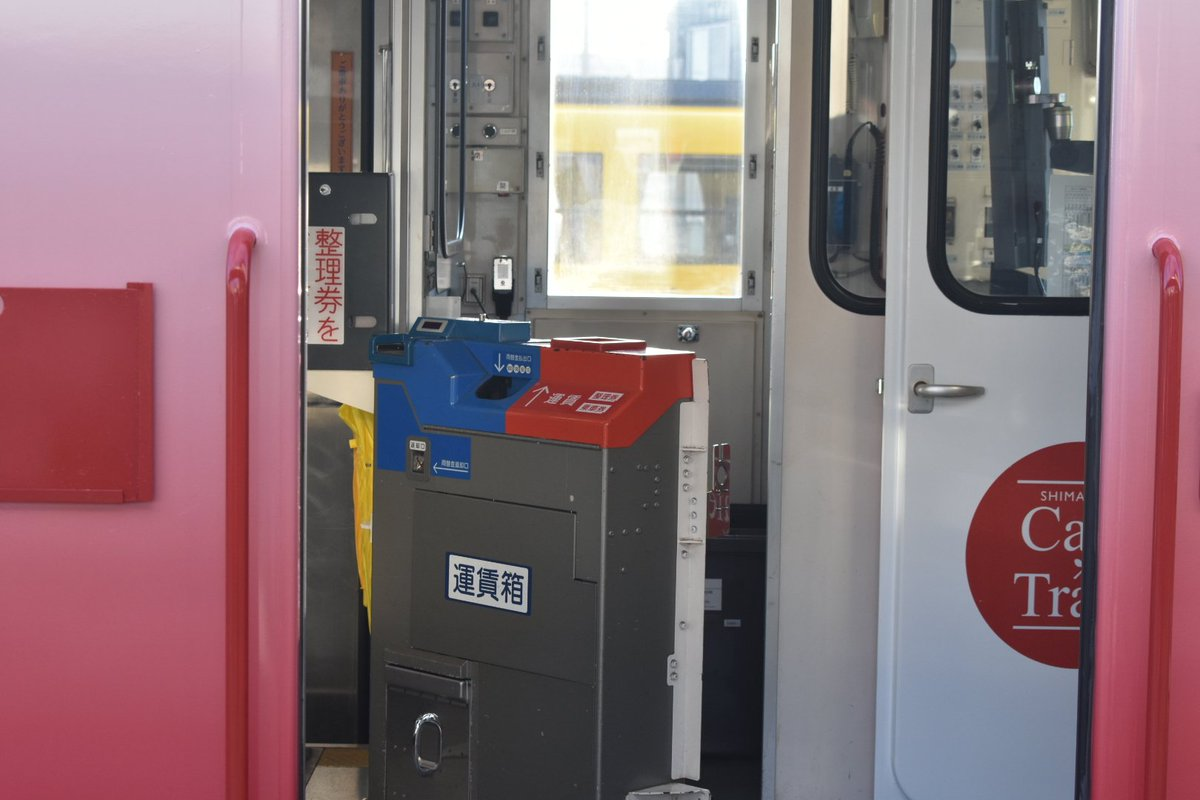
レシップ製運賃箱　機種不明

整理券発行機も同様に異なる。
| 車両形式名  | 製作会社       | 機種名 |
| ----------- | -------------- | ------ |
| キハ2500A形 | （株）レシップ | STM-01 |
| キハ2550A形 | （株）レシップ | LTM-02 |
| キハ2550形  | （株）レシップ | LTM-02 |

運賃表は全車液晶タイプへと換装されている。
| 車両形式名  | 製作会社       | 機種名       |
| ----------- | -------------- | ------------ |
| キハ2500A形 | （株）レシップ | OBS Vision D |
| キハ2550A形 | （株）レシップ | OBS Vision D |
| キハ2550形  | （株）レシップ | OBS Vision D |

## 機関・変速機・台車
機関は新潟鉄工所製の鉄道車両向け直噴式ディーゼルエンジンであるDMF13HZ（330 PS/2000 rpm）が1基搭載されている。
変速機は変速1段・直結2段の液体式TACN-22-1610、台車は空気ばねペデスタル式が装着されている。

## 保安装置
キハ2500形には保安装置として変周式ATSであるATS-Ascが搭載されている。これはATS-S形の改良型と思われる。機能は限定的で、曲線での速度照査や停止現示に対する自動停止機能がある。
また、2019年よりドライブレコーダーを設置する改造が行われており、沿線の危険個所の把握などに使用されている。

## 運用と現状
1994年12月21日より一般営業運転に投入された。運用当初は南島原駅（現・島原船津駅）以北での固定運用であった。
設計当初からキハ20形を初めとした既存車との総括運転が可能であり、2002年（平成14年）からはトロッコ列車「島鉄ハッピートレイン」の牽引車としてキハ20形2011と共に2007年（平成19年）の同列車廃止まで運用された。
キハ2500形2512は、2009年（平成21年）8月に吾妻 - 古部間で発生した踏切事故により運用を離脱。損傷が激しかったことから2014年3月付で廃車となった。2512の代替として2011年（平成23年）に2553が新造され、同年3月12日より運行を開始している。
2014年（平成26年）現在、キハ2500A形12両（2501A - 2511A・2513A）、キハ2550A形2両（2551A・2552A）、キハ2550形1両（2553）の計15両が在籍している。島原鉄道の全列車に使用されており、全車ワンマン運転に対応している。
キハ2504は一時期ラッピングを施し「まぼろしの邪馬台国号」となっていた。
2014年4月より一部車両に企業・個人等がデザインしたヘッドマークが設置され、「列車命名オーナー車両」として運行されている。
2016年（平成28年）1月には、キハ2500A形2505Aの塗装が、1986年（昭和61年）から2008年（平成20年）まで同社のキハ20形等に採用した「赤パンツ」、「島鉄標準色」と呼ばれる塗り分けに変更された。同車は2018年（平成30年）に引退が予定されており、「引退までの花道を飾りたい」という同社社員の要望から塗り替えが実現したもので、
2018年までの約3年間に限りこの塗装にて運行される予定である。2022年7月現在もキハ2505A及びこの塗装は現存している。
9月25日からは、キハ2500A形キハ2503Aに「1号機関車」のイラストを装飾したラッピング車両の運行を開始した。側面には「日本の1号機関車が走った島原鉄道」と表記「九州新幹線西九州ルート開業に向けて、地域と一体となって将来的には1号機関車をモチーフにした観光列車導入の実現を目指すための取り組みの一環」としている。
2019年9月20日からは、2両ワンマン運転を開始。
同年12月21日には、「島原ウィンターナイトファンタジア」と島原鉄道のコラボ企画として、キハ2553とキハ2551Aを用いて「しまてつクリスマストレイン」が諫早駅 - 島原港駅間で片道1本運行された。
2020年9月25日、V・ファーレン長崎のオフィシャルパートナーである長崎バスグループのコラボ企画第2弾として、特別なヘッドマークを装着した「V・ファーレン長崎トレイン」の運行を開始。
2021年（令和３年）12月25日より、キハ2553を以前のゆるキャララッピングから紅白のカラーリングへ変更。側面には「SHIMATETSU CAFE TRAIN Kamone」と表記されており、これは、車両運用によってはカフェトレイン以外にも使用することがあるので「カフェトレインかもね」という意味となっている。
2022年2月28日、キハ2552Aを従来の黄色塗装から、キハ2553と似た紅白塗装へと変更。車体側面には「SHIMATETSU CAFE TRAIN Kamone.co」と表記されている。運行開始日には、キハ2552Aを諫早方に、キハ2553を島原港方へと連結して2両で運行された。
2022年3月12日、土曜日・日曜日・祝日において「サイクルトレイン」の運行を開始。上下2本ずつの計4本を運行。それぞれ、2両編成。進行方向前方の車両を通常旅客扱い、後方1両をサイクルトレインとして使用。運行日はそれぞれの列車にヘッドマークが装着される。
同日のダイヤ改正を受け、「しまてつカフェトレイン」専用車両は運行日の早朝便（第110番列車）と連結して諫早まで送り込んでいたが、「サイクルトレイン」の運行時間と重なったこともあり、単独回送へと変更。これまでカフェトレイン運行日は3両だった第110番列車は2両で運行することとなった。
2022年3月20日、諫早駅 - 古部駅間において、紅白塗装となったキハ2552Aとキハ2553を用いて、イベント列車「諫早シュガーロードトレイン」が1往復運行された。編成は諫早方にキハ2552A、島原方へキハ2553の2両編成。

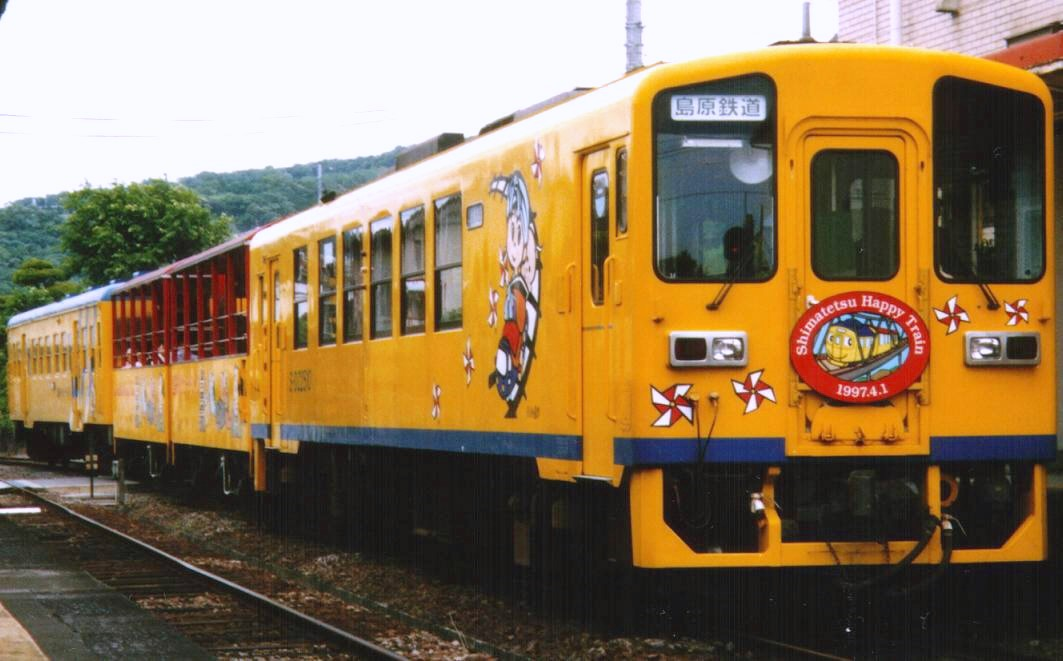
「島鉄ハッピートレイン」を牽引するキハ2500形
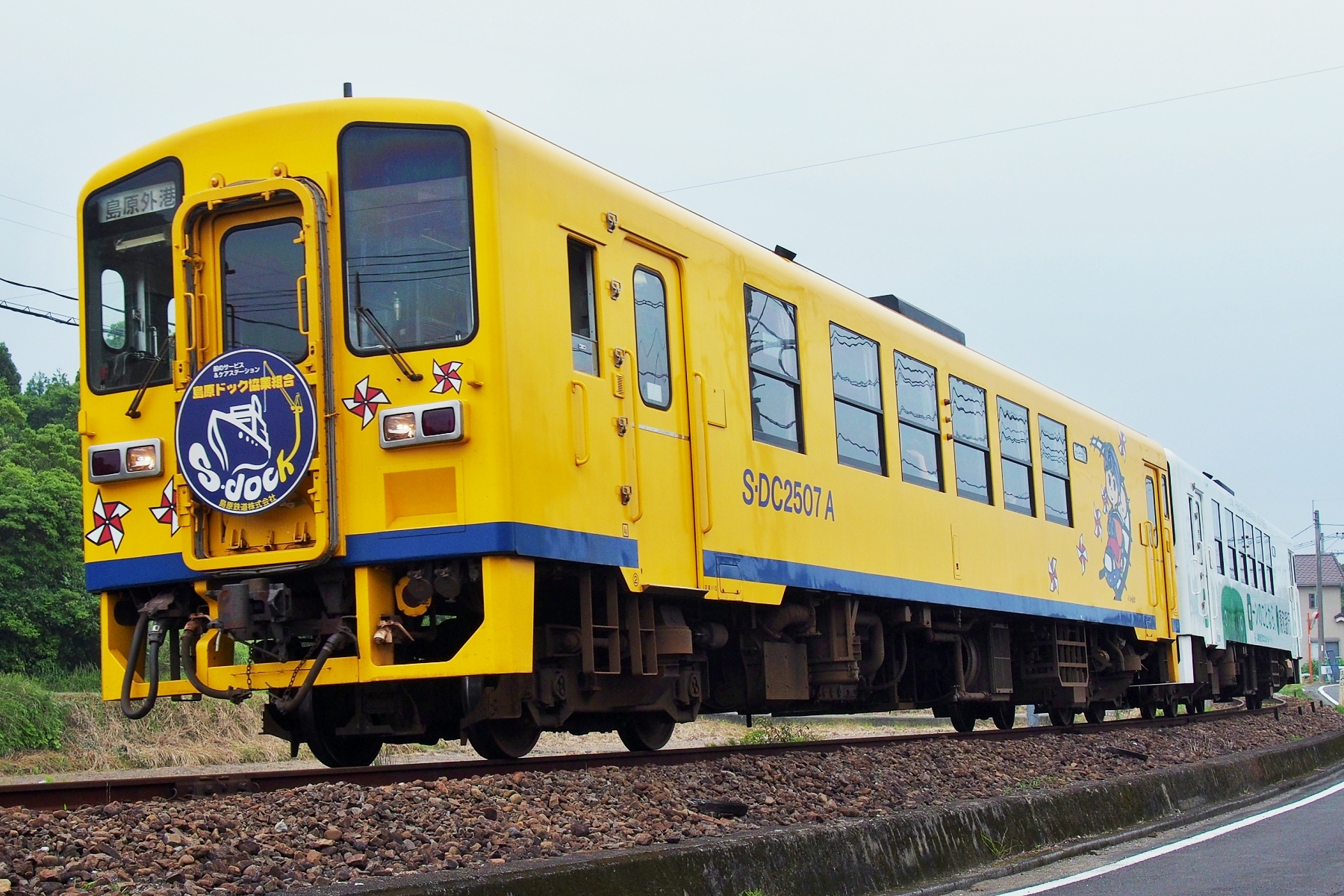
｢列車命名オーナー車両｣としてヘッドマークが設置された車両
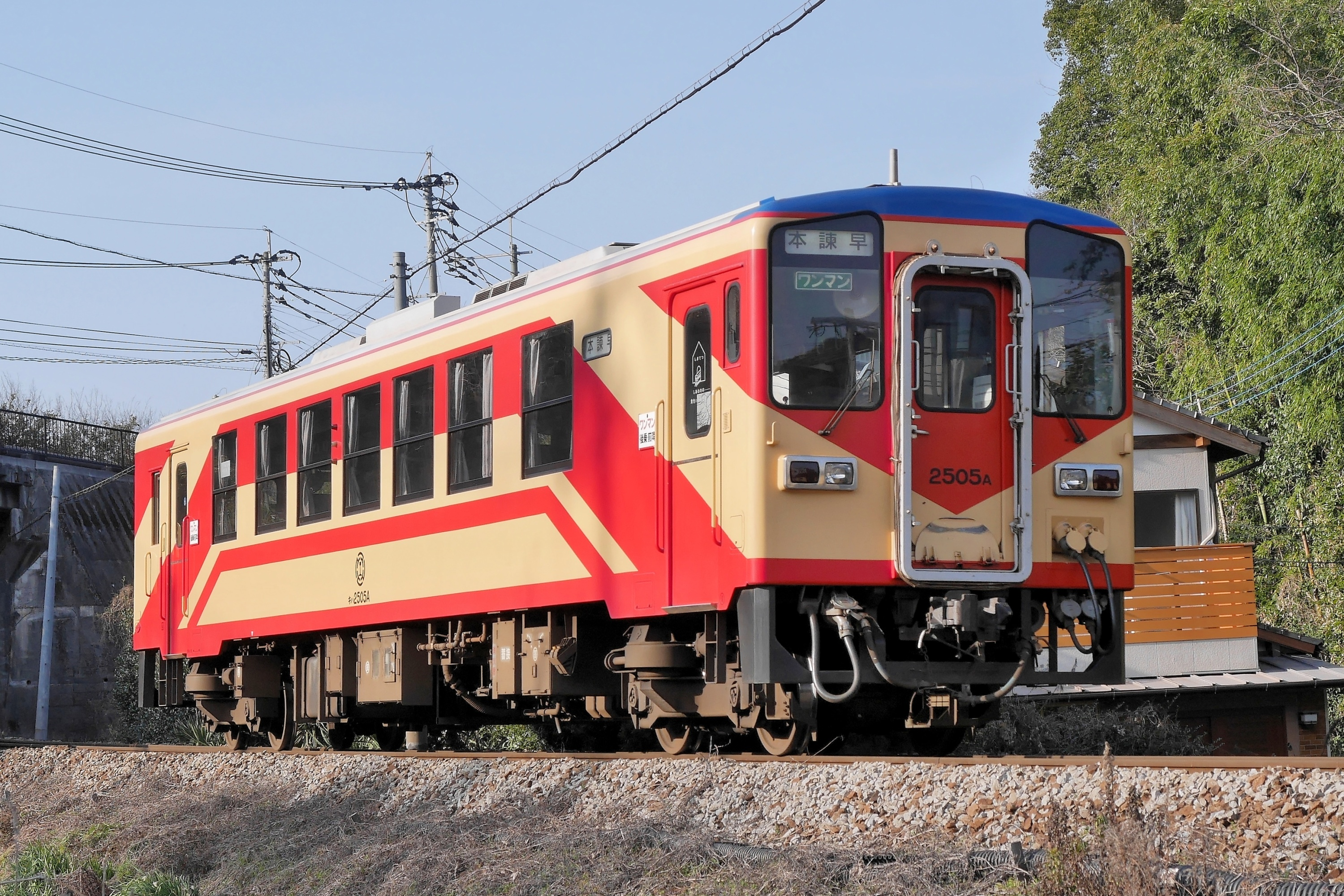
「赤パンツ」塗装になったキハ2505A
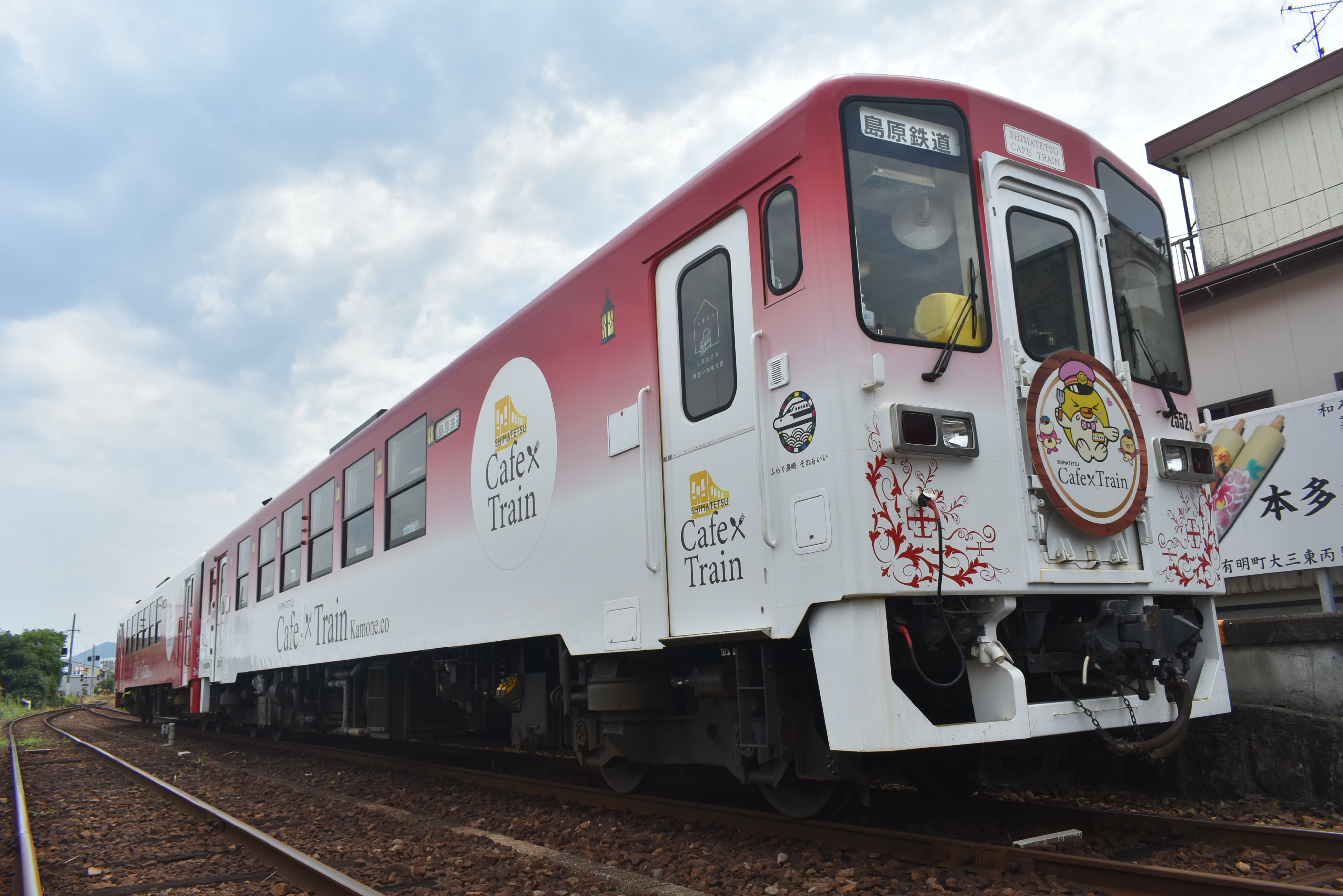
紅白塗装のキハ2552A
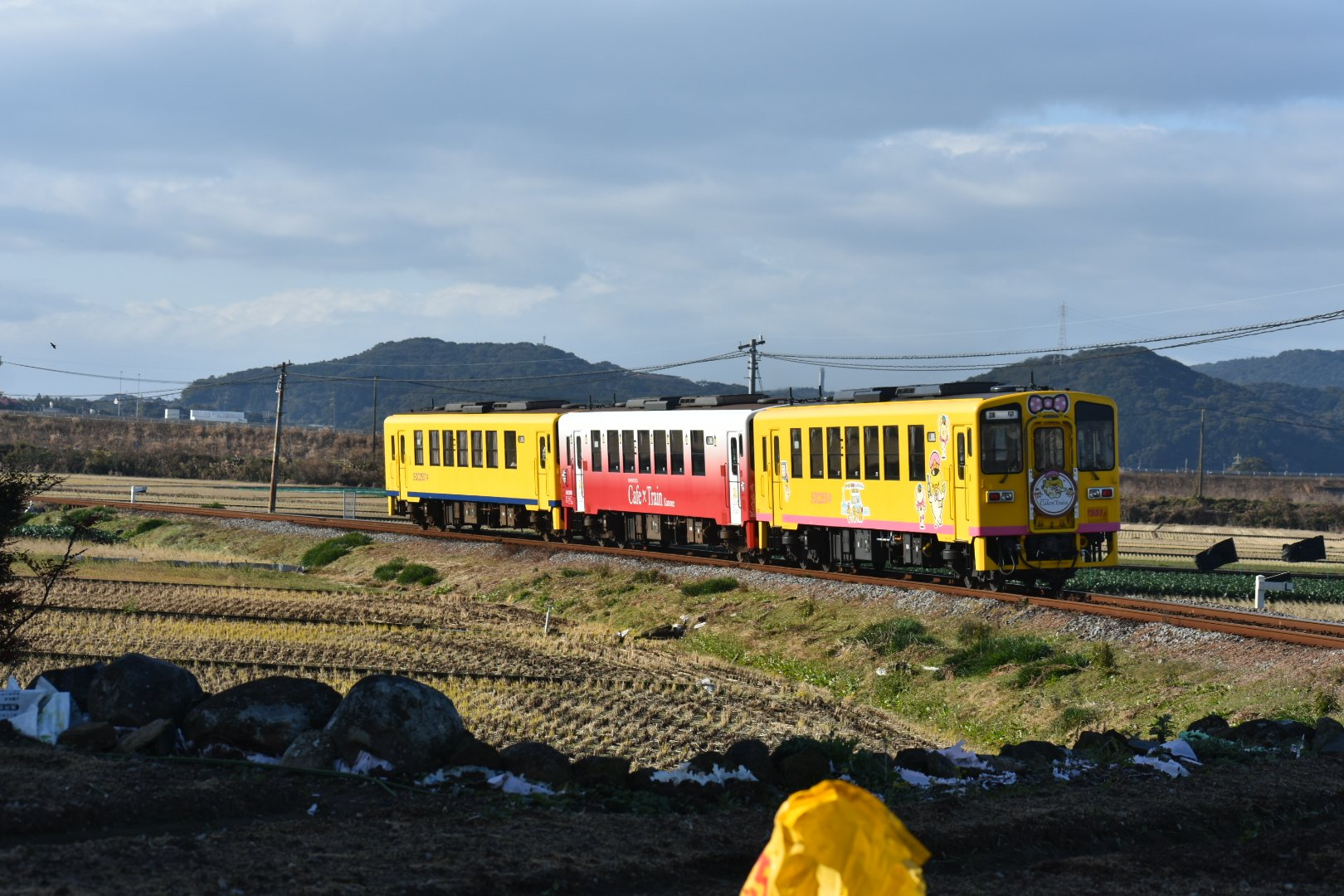
通常列車と連結してのカフェトレイン回送

## 車両
現在島原鉄道には、キハ2500A形12両（2501A - 2511A・2513A）キハ2550A形（2551A・2552A）キハ2550形（2553）の計15両が在籍している。一部車両はヘッドマークを装着、もしくはラッピングが施されている。
従来塗装では、黄色の車体に青色の帯、側面行先表示灯付近に「島原の子守唄」のイラストが描かれている。現在でも数両は従来塗装のままである。
|           | 導入年 | 備考                                                          |
| --------- | ------ | ------------------------------------------------------------- |
| キハ2501A |        | 2022年4月28日より、宅島グループのヘッドマークを装着して運行   |
| キハ2502A |        |                                                               |
| キハ2503A |        | 2016年9月25日より「1号機関車」のラッピングを施して運行        |
| キハ2504A |        | 島原新聞創刊122年記念ヘッドマークを装着して運行。「マモル号」 |
| キハ2505A |        | 2016年1月より、「赤パンツ」塗装を施して運行                   |
| キハ2506A |        |                                                               |
| キハ2507A |        | 島原ドック協業組合のヘッドマークを装着して運行                |
| キハ2508A |        |                                                               |
| キハ2509A |        |                                                               |
| キハ2510A |        |                                                               |
| キハ2511A |        |                                                               |
| キハ2513A |        |                                                               |

|           | 導入年 | 備考                                          |
| --------- | ------ | --------------------------------------------- |
| キハ2551A |        | 「鯉駅長のさっちゃん号」として運行            |
| キハ2552A |        | 「SHIMATETSU CAFE TRAIN Kamone.co」として運行 |

|          | 導入年 | 備考                                       |
| -------- | ------ | ------------------------------------------ |
| キハ2553 |        | 「SHIMATETSU CAFE TRAIN Kamone」として運行 |

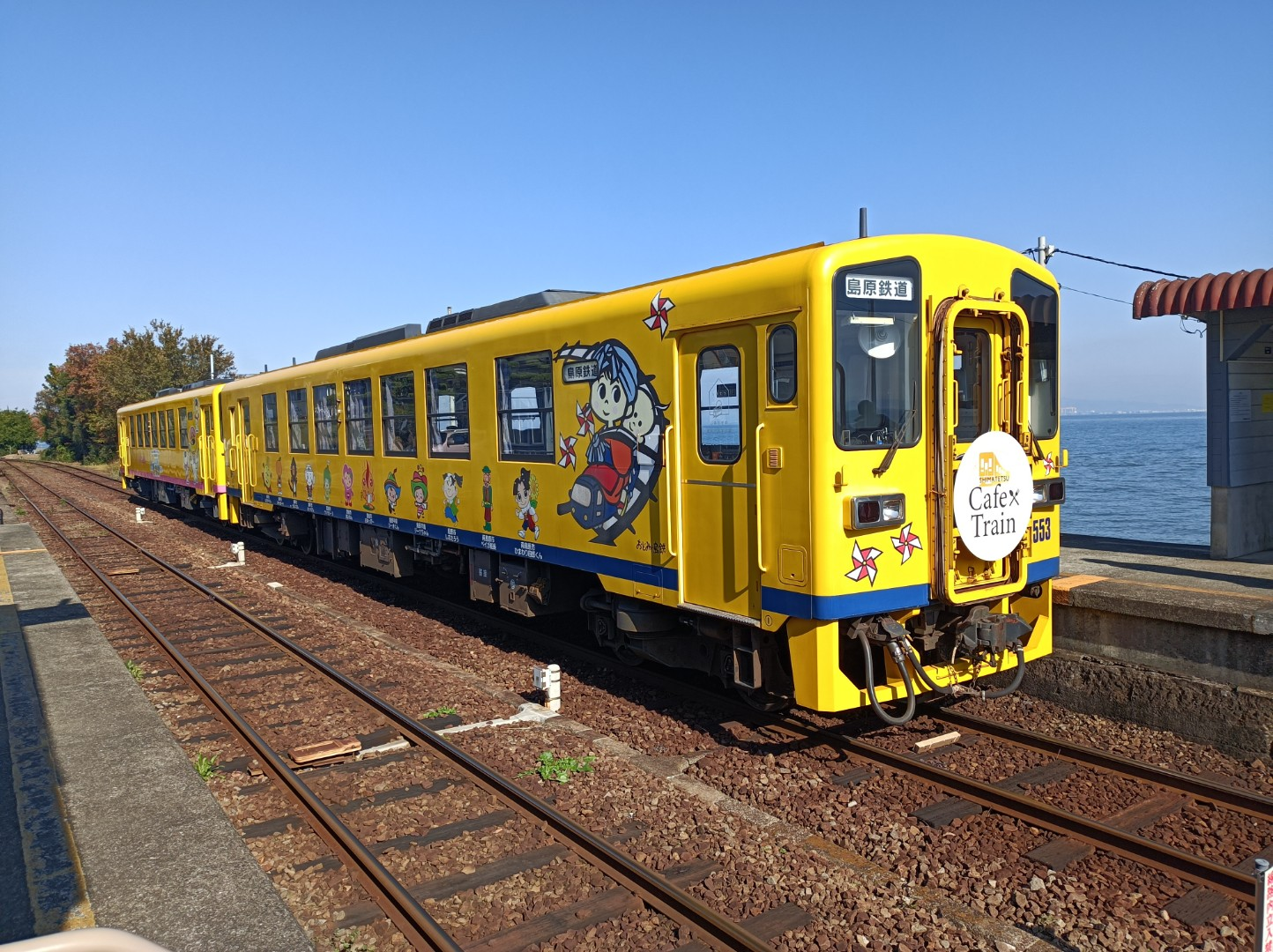
塗装変更前のキハ2553
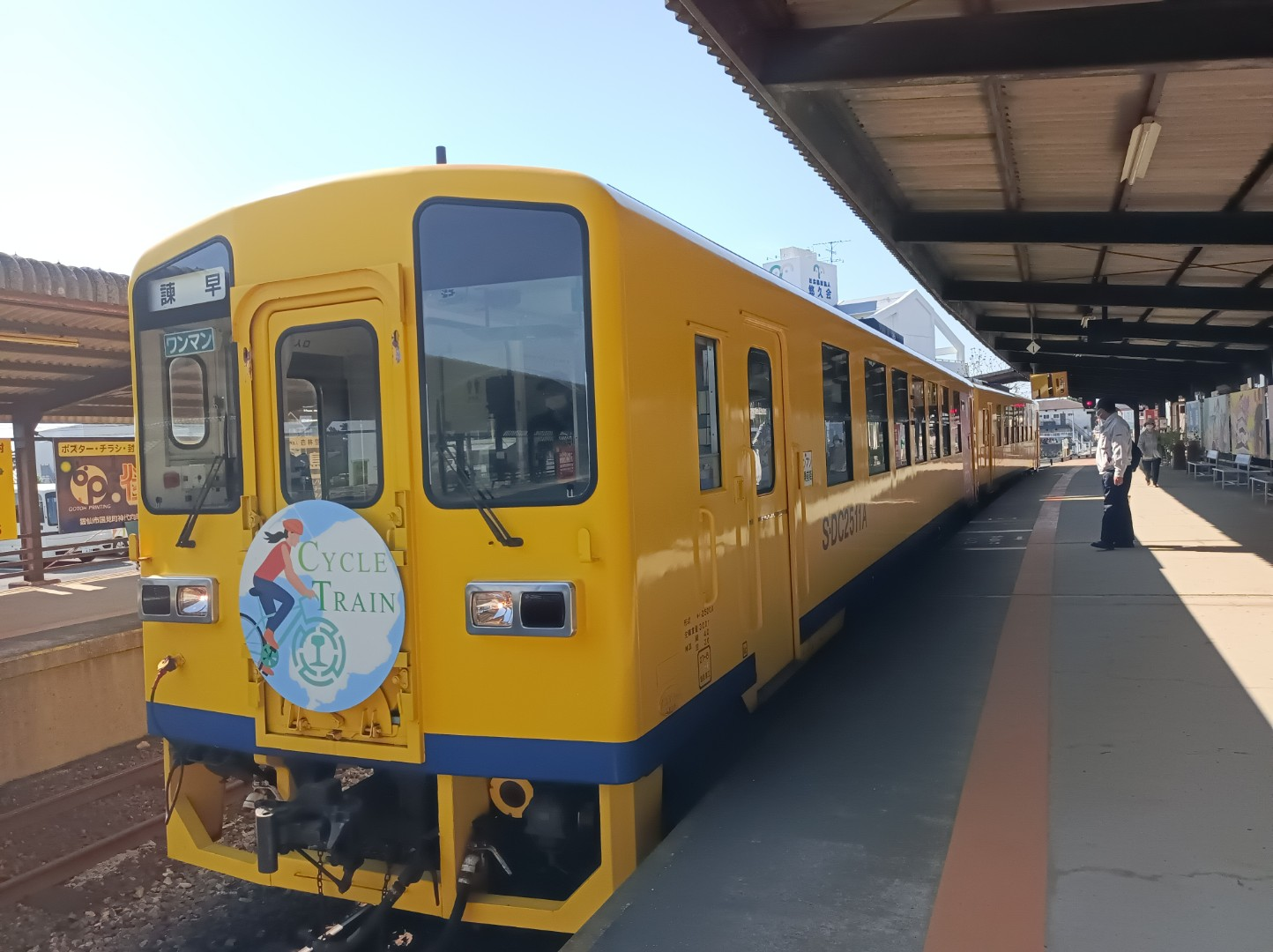
ヘッドマークを付けて運行する「サイクルトレイン」